# Swarovski Kristallwelten

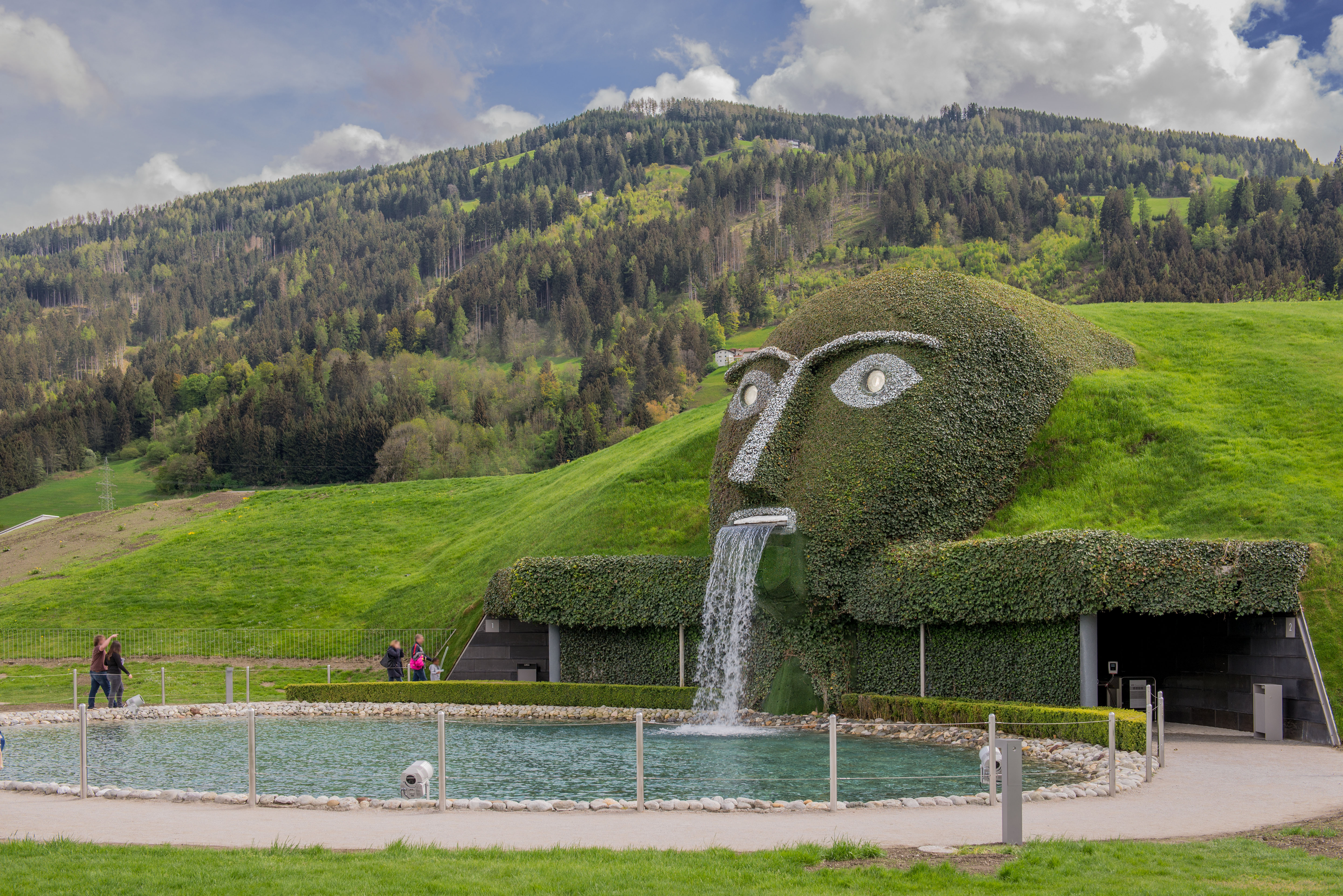
Der Riese am Eingang der Swarovski Kristallwelten in Wattens

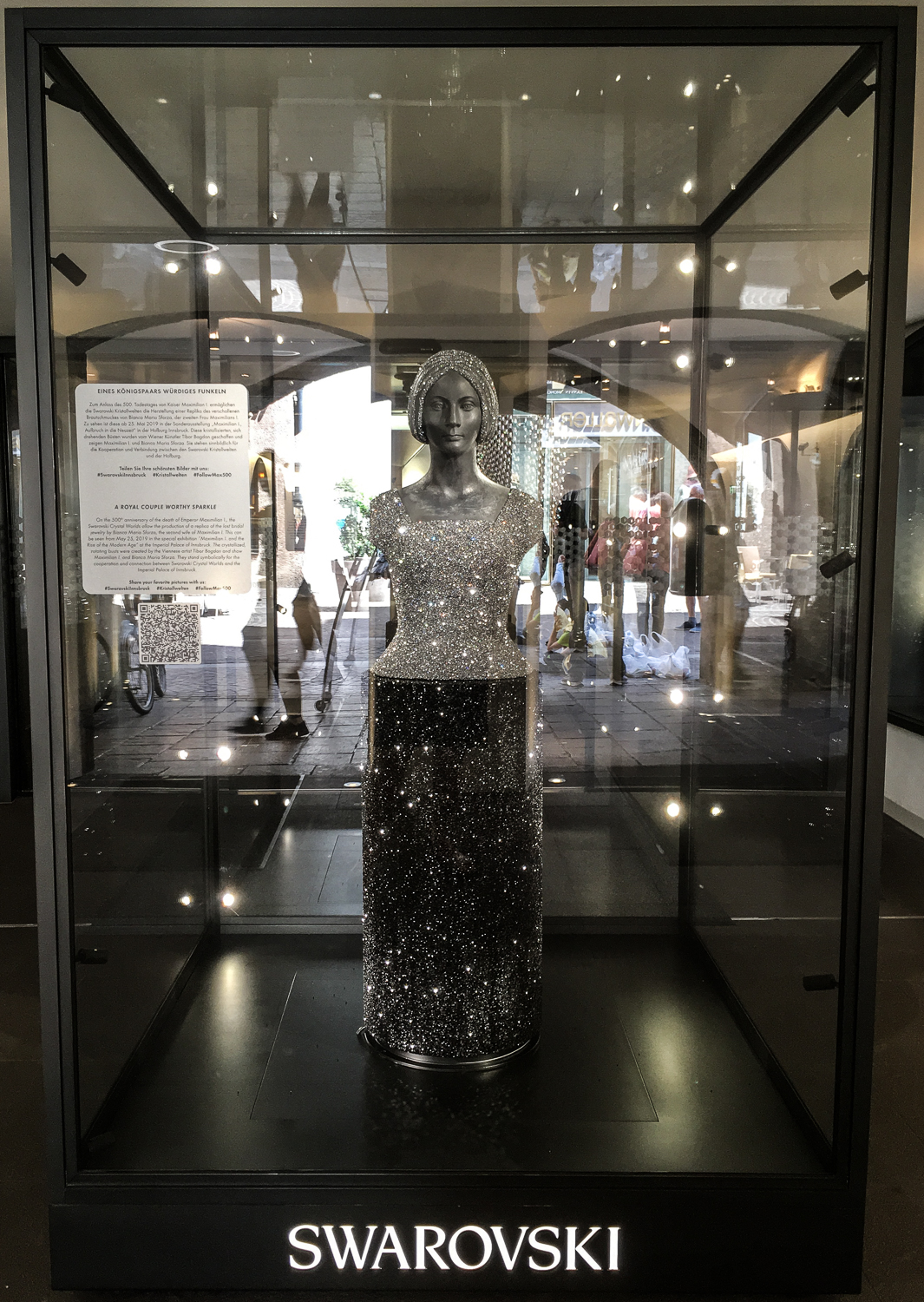
Replika Brautschmuck Bianca Maria Sforza (2019)

Die Swarovski Kristallwelten sind eine von André Heller im Auftrag des Kristallglasherstellers Swarovski konzipierte Erlebniswelt, bestehend aus Park, Kunstmuseum, Verkauf und Restaurant. Sie wurden im Jahr 1995 eröffnet und befinden sich im nahe Innsbruck gelegenen Wattens in Tirol, dem Hauptsitz und Gründungsort des Unternehmens.
Die Swarovski Kristallwelten bilden gemeinsam mit den Swarovski Kristallwelten Stores Innsbruck und Wien die D. Swarovski Tourism Services GmbH.

## Geschichte
1995 schuf André Heller anlässlich des 100-jährigen Firmenjubiläums der D. Swarovski KG die Swarovski Kristallwelten als Kunstmuseum in Form eines Riesen. In dessen Innerem befinden sich Ausstellungsräume, deren Prinzip auf den historischen Kunst- und Wunderkammern von Adelshäusern während des 16. Jahrhunderts basiert. In den 18 unterirdischen Wunderkammern wird das Material Kristall von Künstlern, Designern und Architekten wie Brian Eno, Tord Boontje, Niki de Saint Phalle, Jim Whiting, Keith Haring, Andy Warhol, Salvador Dalí oder Yayoi Kusama auf verschiedene Art und Weise interpretiert und dargestellt. Nach der Eröffnung 1995 folgten in den Jahren 1998, 2003 und 2007 weitere Um- und Ausbauten.
Ab Oktober 2014 wurden die Swarovski Kristallwelten für ca. 34 Mio. Euro umgebaut und erweitert und am 30. April 2015 neu eröffnet. Durch den Umbau wurde die Fläche von 3,5 auf 7,5 Hektar vergrößert. Im Garten befinden sich seither eine „Wolke“ mit 800.000 Kristallen, ein Spielturm sowie das Restaurant Daniels Kristallwelten.

## Wunderkammern
In den Wunderkammern der Swarovski Kristallwelten interpretieren Künstler, Designer und Architekten wie Brian Eno, Tord Boontje, Niki de Saint Phalle, Jim Whiting, Keith Haring, Andy Warhol und Salvador Dalí das Thema „Kristall“. Es entstanden 18 Schauräume mit jeweils unterschiedlichen thematischen Schwerpunkten.

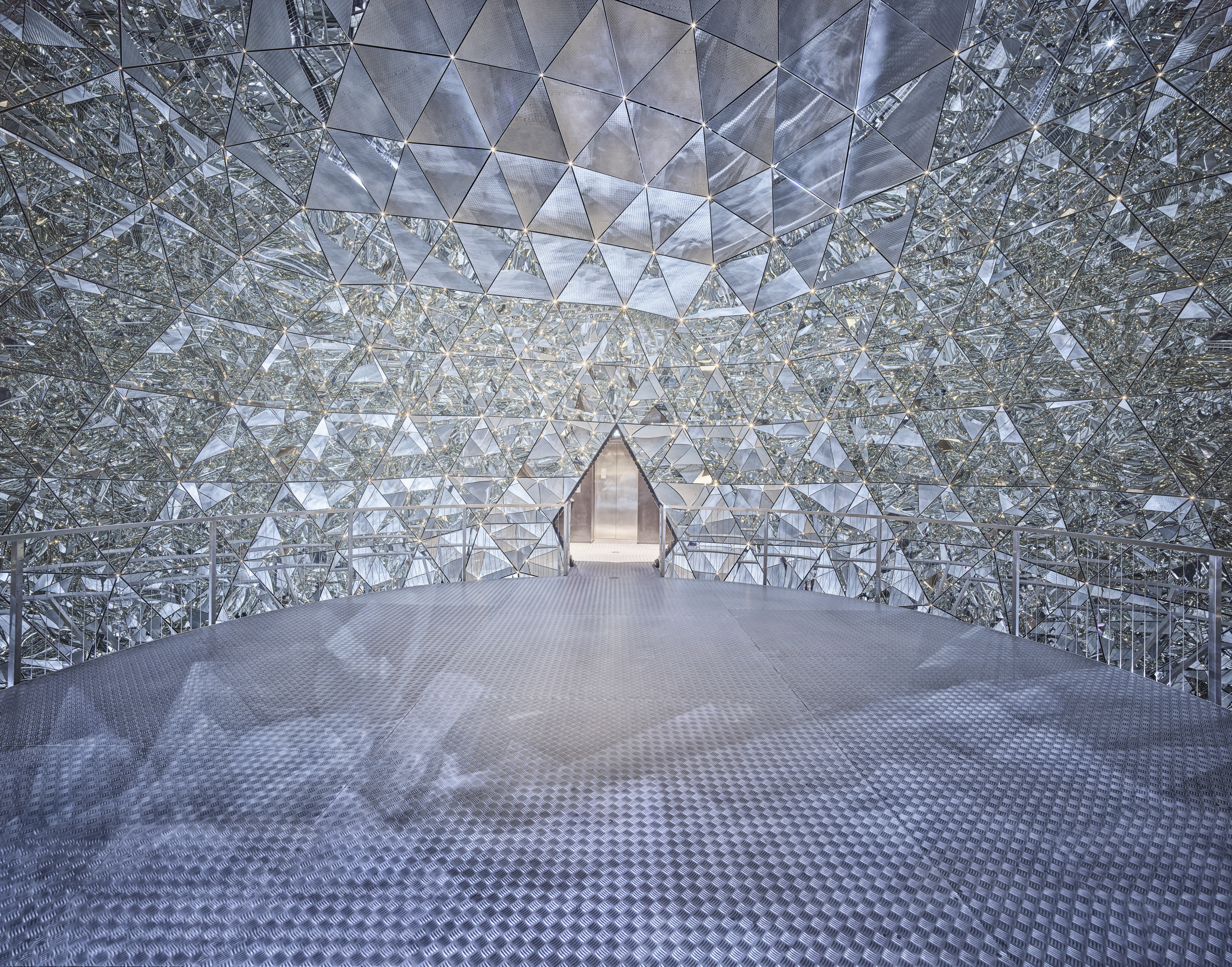
Kristalldom
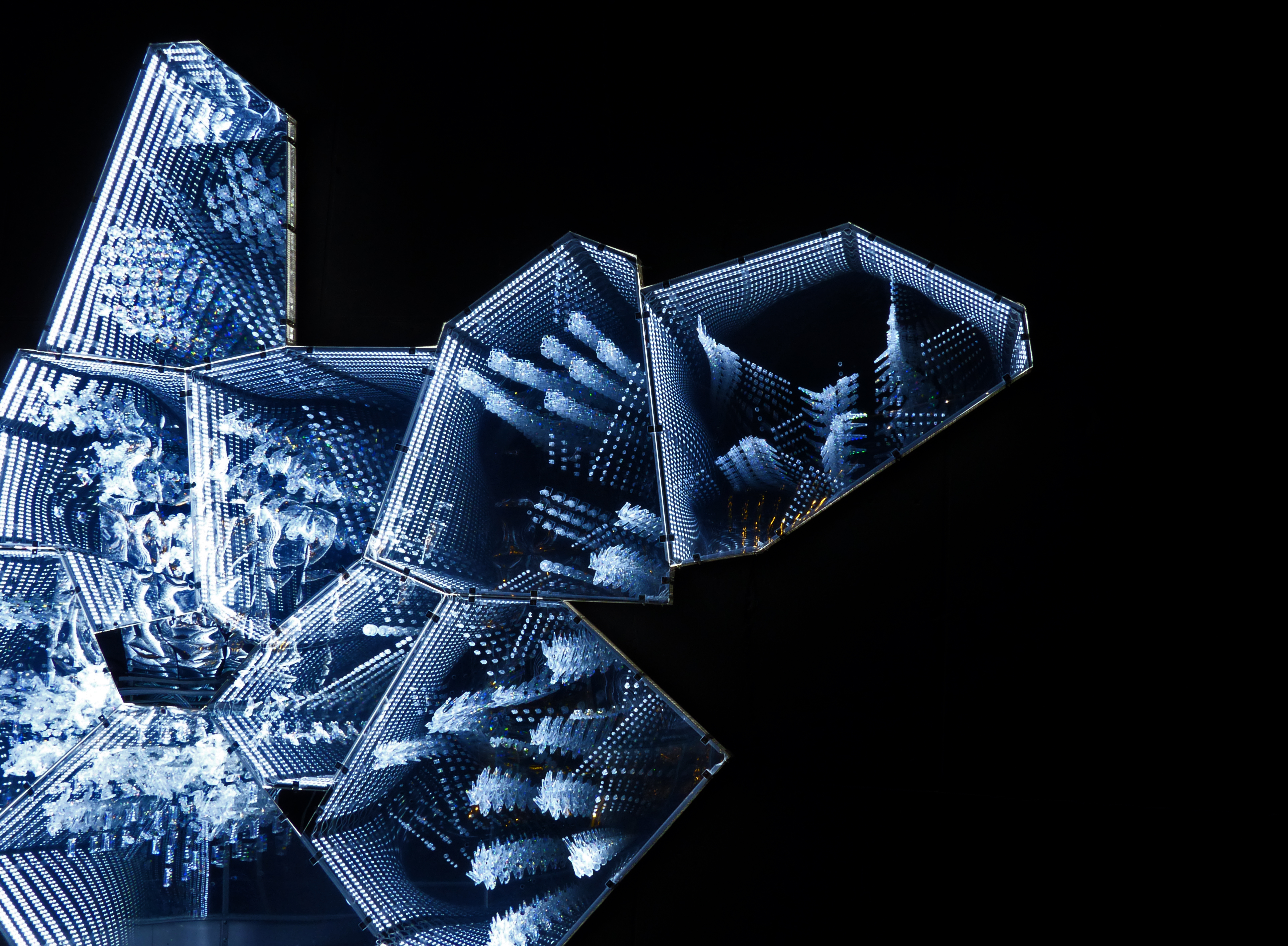
Into Lattice Sun
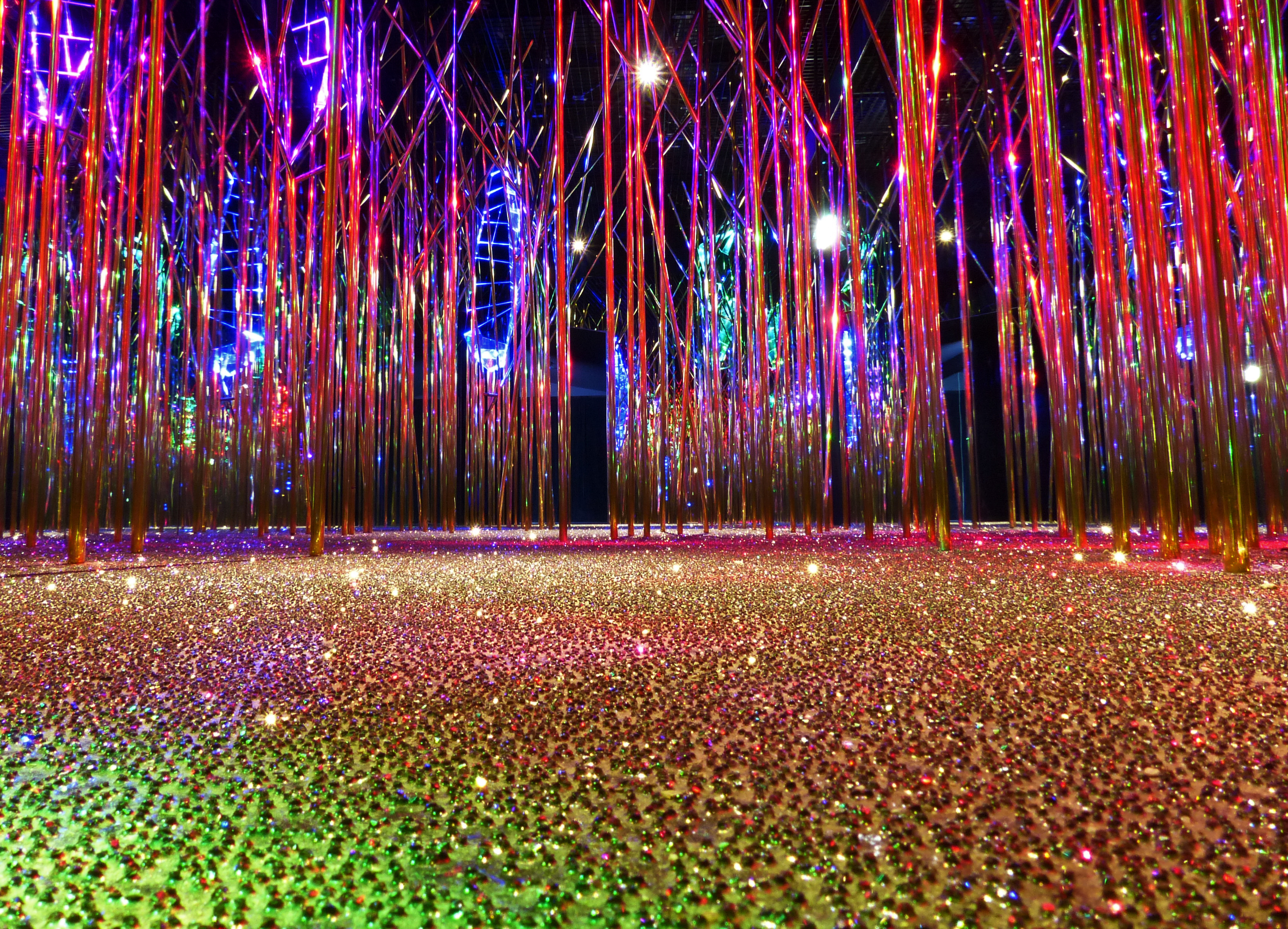
Eden
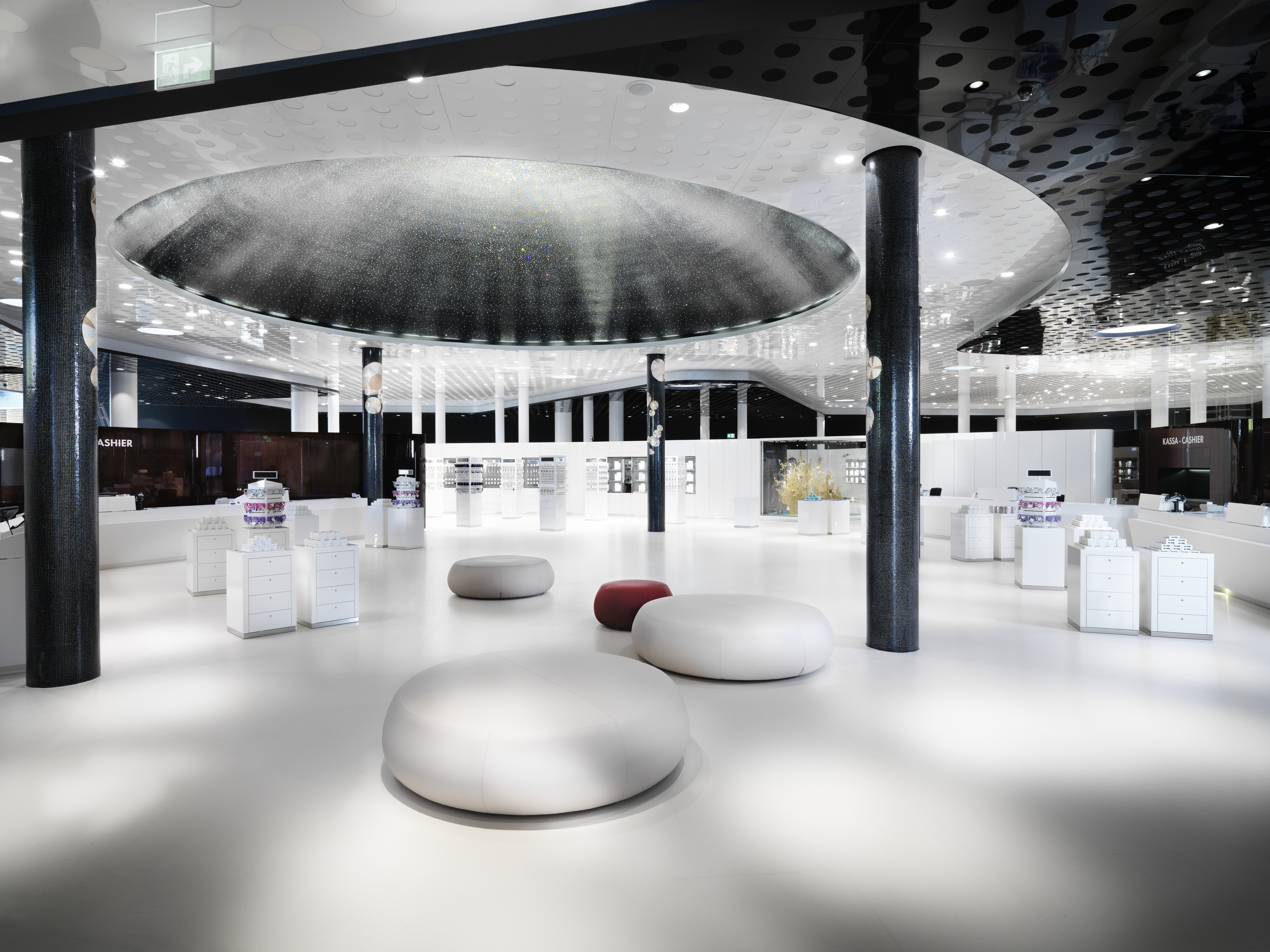
Store
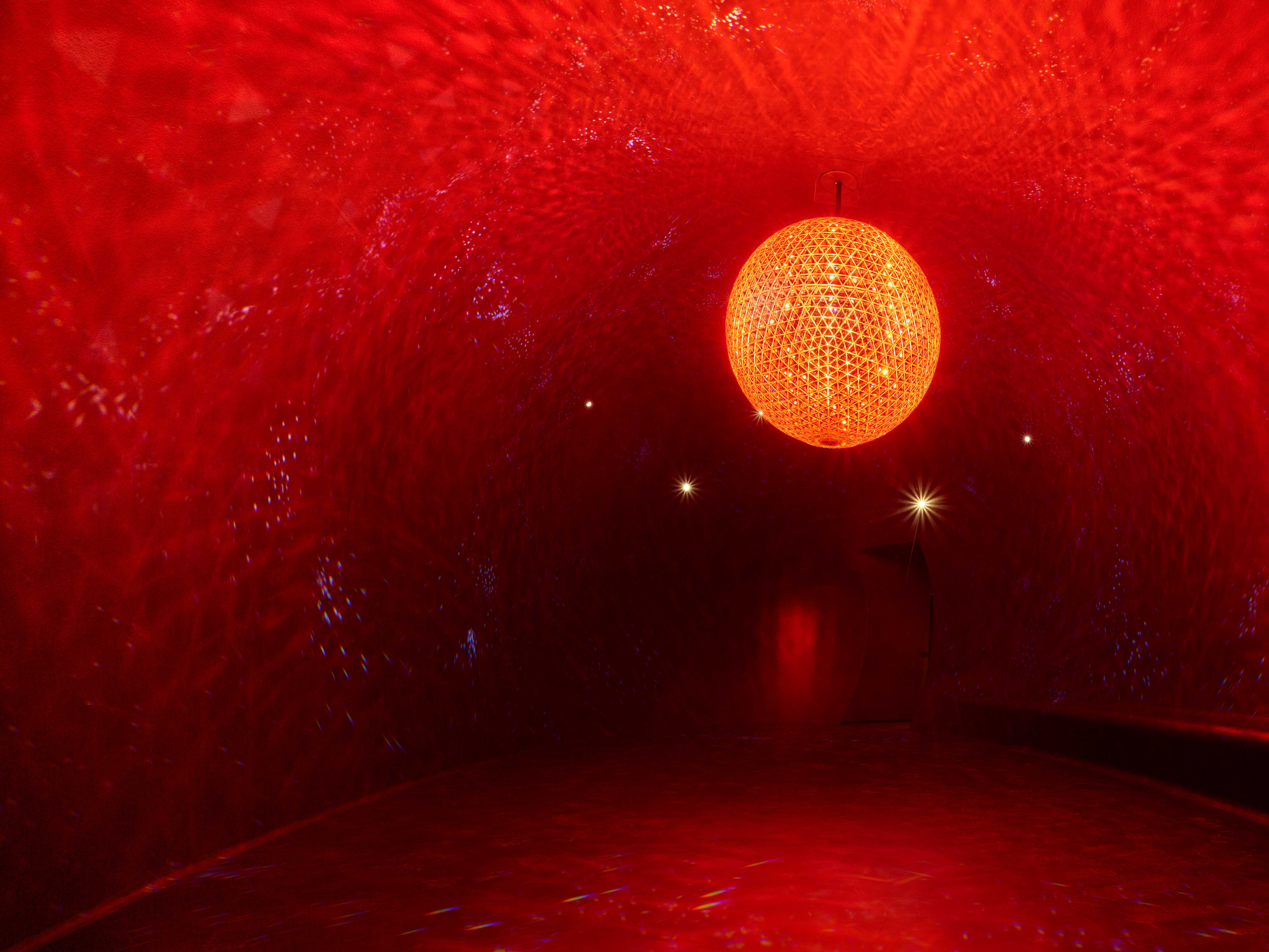
El Sol

## Garten
Im Garten des Riesen wird zeitgenössische Kunst mit alter Geschichte und Vergnügen kombiniert. Auf 7,5 Hektar entstand in Zusammenarbeit mit international renommierten Künstlern, Designern und Architekten rund um die Ikone des Riesen eine weitläufige Parklandschaft mit Kunstinstallationen und neuen Bauten.

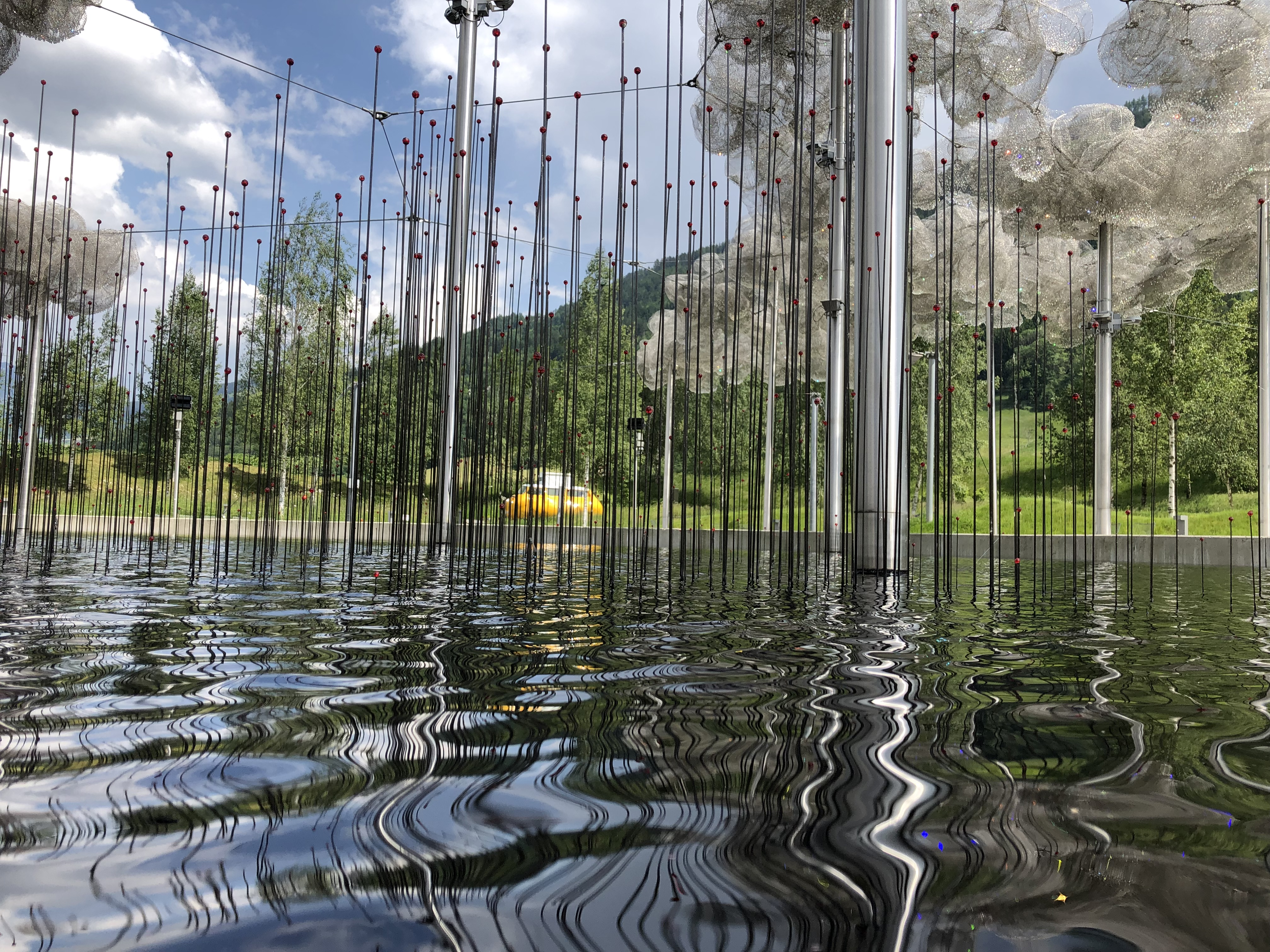
Installation im Garten

## Karussell
Mit seinem „Carousel“ gestaltete der spanische Designer Jaime Hayon einen Blickfang in Schwarz-Weiß, der im Kontrast zum üppigen Grün der Gartenlandschaft steht. In seinem modernen Design interpretiert er das klassische Karussell neu, bewahrt dabei aber dessen nostalgischen Touch. Das monochrome Design zeigt 15 Millionen Swarovski-Kristalle auf 12 Dach- und 16 Wandpaneelen und ist mit warmen Licht beleuchtet.

## Römische Ausgrabung
Im Zuge der umfassenden Umbauarbeiten 2014 waren die Mauerreste von römerzeitlichen Gebäuden aus dem 3. Jahrhundert n. Chr. zusammen mit einem bedeutenden Münzschatz entdeckt worden. Bei den Mauerresten handelt es sich laut Einschätzung der Archäologen um Fragmente eines römischen Gutshofes oder einer kleinen Ansiedlung an der Römerstraße durch das Unterinntal. Besonders bemerkenswert war zudem der Fund eines Münzschatzes, der 702 römische Silbermünzen, sogenannte Antoniniane, umfasst.

## Kristallwolke
Das Herzstück des Gartens bildet die Kristallwolke, entworfen von Andy Cao und Xavier Perrot. Mit einer Fläche von etwa 1.400 Quadratmetern ist dieses Werk weltweit das größte seiner Art. Die Kristallwolke besteht aus rund 800.000 handgesetzten Kristallen von Swarovski. Die Installation schwebt über dem schwarzen Spiegelwasser.

## Spielturm
Im Spielturm eröffnen sich auf vier übereinander angeordneten Ebenen verschiedenste Spielerlebnisse, verbunden über ein vertikales Kletternetz, das sich auf einer Höhe von knapp 14 Metern frei beklettern lässt. Es gibt die verschiedensten Aktivitäten von Klettern, Schaukeln, Schwingen und Rutschen bis hin zu scheinbarem Schweben. Die Fassade des von Snøhetta gestalteten Spielturms besteht aus 160 kristallinen Facetten, wobei keine der anderen gleicht. Bedruckt sind die Scheiben mit einem Muster aus Millionen von winzigen Tiermotiven.

## Labyrinth
Zur Parklandschaft zählt das grüne Labyrinth in Form einer Hand von André Heller.

## Veranstaltungen
2019 fand „Musik im Riesen“, ein Festival der Kammermusik unter der künstlerischen Leitung von Thomas Larcher, zum 15. Mal statt. Weitere Veranstaltungen sind Familientage, Workshops für Kinder und Jugendliche sowie kulinarische Events. 2023 findet das 5. Zirkusfestival unter dem Motto „Let's Celebrate“ mit dem Circus-Theater Roncalli statt.

## Besucher
2011 lagen die Kristallwelten mit 680.000 Besuchern auf Platz acht der meistbesuchten Sehenswürdigkeiten in Österreich.
Im Jahr 2009 stammte der größte Anteil der Besucher aus Deutschland (26 %), gefolgt von Österreich (13 %), Italien (11 %), Indien (8 %) und China (5 %).